# Jacek Rodek
Jacek Rodek (ur. 9 stycznia 1956 w Sosnowcu) – polski wydawca, działacz fandomu, scenarzysta komiksów.

## Życiorys
Jest synem Karola Rodka.
Działacz OKMFiSF oraz Polskiego Stowarzyszenia Miłośników Fantastyki. Założyciel Krajowej Agencji Wydawniczej. W 1982 jeden z współzałożycieli miesięcznika „Fantastyka”, najpierw kierownik działu literatury zagranicznej, następnie zastępca redaktora naczelnego. W latach 80. redaktor naczelny magazynu „Komiks-Fantastyka”, potem w wydawnictwach „Orbita” i „Korona”. Na przełomie lat 90. redaktor magazynu komiksowego „CDN”. Obecnie kieruje wydawnictwem Mag, które początkowo wydawało takie magazyny jak „Magia i Miecz” i „Fenix”.
Twórca wraz z Maciejem Parowskim serii Funky Koval, w której jest pierwowzorem jednego z bohaterów - Roddy`ego.
W 2007 na uroczystości Z okazji 25-lecia pisma „Fantastyka” został odznaczony przez ministra kultury i dziedzictwa narodowego Kazimierza Michała Ujazdowskiego Brązowym Medalem „Zasłużony Kulturze Gloria Artis”.

## Twórczość
- Funky Koval - scenariusz
  - t. I Bez oddechu 
    - wyd. I 1987 - RSW „Prasa-Książka-Ruch”. („Komiks-Fantastyka” nr 1)
    - wyd. II 1992 - Prószyński i S-ka. („Komiks” nr 1/92)

  - t. II Sam przeciw wszystkim 
    - wyd. I 1988 - RSW „Prasa-Książka-Ruch”. („Komiks-Fantastyka” nr 2/88)
    - wyd. II 1992 - Prószyński i S-ka. („Komiks” nr 2/92)

  - t. III Wbrew sobie 
    - wyd. I 1992 - Prószyński i S-ka. („Komiks” nr 5/92)